# 滝トール
滝 トール（たき トール、男性、1949年〈昭和24年〉3月8日 - ）は、日本の司会者、ローカルタレント、会社役員。本名・秋本 良博（あきもと よしひろ）。
滋賀県出身。とーくing所属（取締役にも名を連ねている）。1967年から関西を中心に活動している。京都市在住。

## 来歴・人物
滋賀県甲賀郡水口町（現・甲賀市）生まれ。父親は警察官。4人兄弟(6人兄弟)の末っ子。
小学校3年生まで伊香郡木之本町（父親の最後の勤務地、現在の長浜市）で育った後、1959年、4年生の時に大阪府河内市花園（現在の東大阪市）に引越す。花園小学校卒業、河内市立河内中学校を経て、近畿大学付属高等学校卒業。
1972年3月8日、結婚。同い年の妻との間に1男あり。
身長172cm。48kg(2021年3月23日時点)。胸囲78cm。靴のサイズ25cm。O型。
学生時代から漫才が好きで友人と素人参加の演芸番組などに出演していた。出演した番組では漫画トリオ、審査員が横山エンタツ、花菱アチャコが司会であった。その番組では審査員の評価は得られなかったが、友人が番組終了後横山ノックに弟子入りし「横山のらり・くらり」でデビューしたために、自身も他の友人の紹介で、高校3年生の1966年9月に漫談家の滝あきらに弟子入りし、花月に通い始める。弟弟子に九十九一と村上ショージらがいる。師匠とは異なり漫談ではなく主に演歌や歌謡歌手の司会、ラジオ・テレビのタレントを中心に活動。32歳まで、京阪守口市駅前の「クラブ鳳」、堺の「ミュージックレストランはごろも」でのスクールメイツの司会、宗右衛門町の「クラブみなみ」などでの司会が生活の基本だった。
独特の話術が特徴。マクレガー（服のブランド）好き。男の日傘を推進している。
2006年4月下旬の野外イベントで花粉症になり、声質が変わった。5つのクリニックを回ったが治らなかった。
中学3年生の時に弁論大会に出て、「暗黒大陸、もしこの世に新聞がなかったら」というタイトルで5分間ほどしゃべって優勝。原稿はすべて姉が書いた。
海平和のファンで、特に海平が「京スポ」でする投げキス「スポッチュ♡」が大のお気に入り。毎週欠かさずテレビの前で、海平の投げキスを自身の唇でしっかりと受け止めている。青木愛の大開脚も大好きである。
「KBS滋賀の会」会長。かつてのKBS滋賀時代を懐かしみ、今後のKBS滋賀はこうなってほしい、という毎年6月に開催する会。2012年の参加者は滝、笑福亭晃瓶など4名、2013年の参加者は3名、2015年の参加者は滝、笑福亭伯枝、小池ゆか、ディレクターと妻、ミキサー。

## 現在の出演番組
- 滝トールのおつかれさん!（火曜18:00 - 21:00、KBS京都ラジオ、2011年5月3日 - ）和泉夏子とともに出演
  - 放送開始から2020年9月22日まではメインパーソナリティ（2020年4月より療養のため長期休演）、同年9月29日からはご意見番として不定期出演。
  - ナイターオフ期（10月 - 翌年3月）は19:00 - 19:30にニッポン放送からのNRNネット受けのため中断。
- 演歌百撰（サンテレビジョンほか全国ネット→BS11 日曜日 23:30 - 24:00、1993年10月 - ）
  - 2012年11月25日、放送1000回を迎え、美川憲一から花束が贈られた。
  - 2018年2月以降は、番組の方針もありスタジオは滝同様関西で活動するタレント・たつをの担当となり[3]、滝は公開収録分を担当する構図となっている。

## 過去の出演番組

### ラジオ
- モーレツ大爆笑（OBC）[2]
- スターでスタート（OBC）
- みんなでみんなでリクエスト バンザイ!歌謡曲[2]（1969年から1976年3月まで7年間、OBC）
  - 20歳の時、中西ディレクターに起用。相方は浅川美智子。
- 日石チューンナップジョッキー（1973年頃、OBC）[2]
  - 土谷多恵子ほか。阪神百貨店1階のサテスタから。石油ショック到来で、番組は打ち切り。
- ニクイ7番　電話してよかった!（1973年10月 - 1974年3月、CBCラジオ）
  - 45分間の夕方の番組。ニクイ7番はCBCの受付番号（当時291-0007）で、ここに電話してもらって相手と喋るだけの番組。関東の泉ピン子、中京のつボイノリオ、関西の滝トールや桂春之輔が横並びで喋っていた。
- おはようCBC（1974年4月 - 1976年4月、CBCラジオ）朝の2時間番組[2]
- サテスタ歌謡バラエティー（ラジオ関西）[2]
- サタデースタジアム（KBS京都ラジオ）KBS京都での初めての仕事
- 生本番 ゴールデン歌謡曲（KBS京都ラジオ）28歳の時
- サタデーミュージックベストテン（1981年10月から2年半 KBS京都ラジオ）アシスタント:寺島千恵子
- パンプキンスクエアー（1985年10月から半年　金曜15:00-17:00 、土曜15:00-18:00　KBS京都ラジオ）
- KBS京都ベストヒット歌謡曲（1986年4月 - 2002年3月、KBS京都ラジオ）[2]
- besthit Kyoto（2002年4月 - 2004年3月、KBS京都ラジオ）
- モーニングコントラスト（1988年 - 1990年9月、月曜 - 金曜 5:00-6:00、エフエム大阪　録音番組）全て標準語で台本を読む
- さんさんわいど滋賀（1991年4月1日 - 1996年3月25日、月曜 15:00-18:00、KBS滋賀）
  - アシスタント:小池ゆか、ラジオカー:藤本博子（当時MC企画）。午後3時から3時間やるので「さんさんわいど滋賀」。他の曜日は全員噺家で、笑福亭伯枝、笑福亭仁嬌、笑福亭三喬、桂枝女太が担当。和泉市（北信太駅）から2時間半（往復5時間）かけて通っていた。木之本小学校同窓会をラジオカーを出して公開生放送。最後の2か月はラジオカー湖北担当（後任は對馬京子）。
- フリーウェイブ メイドイン京都 「バンドルディ ウーン バンドルディ」（KBS京都ラジオ）
- 京都大好きラジオ（1999年4月6日 - 2001年3月27日　火曜日・KBS京都ラジオ）アシスタント:福田まゆみ（滝トール指名）
- 滝トールの金曜日たっきんワイド（FM845）
- とんとんモーニング・木曜（FM845）

ほか

### テレビ
- モーレツ!!しごき教室（毎日放送(MBSテレビ)）
- 姉三六角蛸ワイド（1988年4月4日 - 1990年9月28日、月曜 - 金曜 12:00-14:50、KBS京都テレビ）
  - 宮西直美（アシスタント）、桂小枝（街に出て女性の靴磨き）、桂楽珍（カラオケ大会の司会）、桂雀々（金曜 進行の手伝い）、滝あきら（人生相談）、ひさうちみちお（芸能ニュースのコメンテーター）、横田佳代子（スパーク横ネエの無作法DEゴメン）、たこわい小町（10人）→たこわい若衆（10人）
- 新！呼吸ぶるるるぶびわこ（1996年4月から8年、月曜 - 金曜、びわ湖放送）
  - 学ぶ、知る、見る、参加する、遊ぶ。視聴率が他の放送局と比べて倍ほどの7パーセントから8パーセントあった。
  - アシスタント:田中かつみ（劇団パロディフライ　妊娠のため丸3年で交代）。4年目に入る4月から曜日別 になり、前田由紀子（キイワード）、安稜真理子（キイワード）、田丸佳代子（パートナーズプロ）、脇屋香奈子、慶元まさ美。後に、倉森ひとみ（コンビ復活）、小田美保代。
  - レポーター:田中さなえ、川上ひろ美、竹井輝彦、中田なおき、矢野ゆかり（後に露の紫）ほか
  - ニュース:牧田もりかつ
- とっぴもナイト（2011年11月19日、KBS京都テレビ）2011年10月17日収録
- 邦ちゃんのやまだかつてないテレビ（フジテレビ・関西テレビ）KANコーラス隊で出演

ほか